# Приморское городское поселение (Ленинградская область)

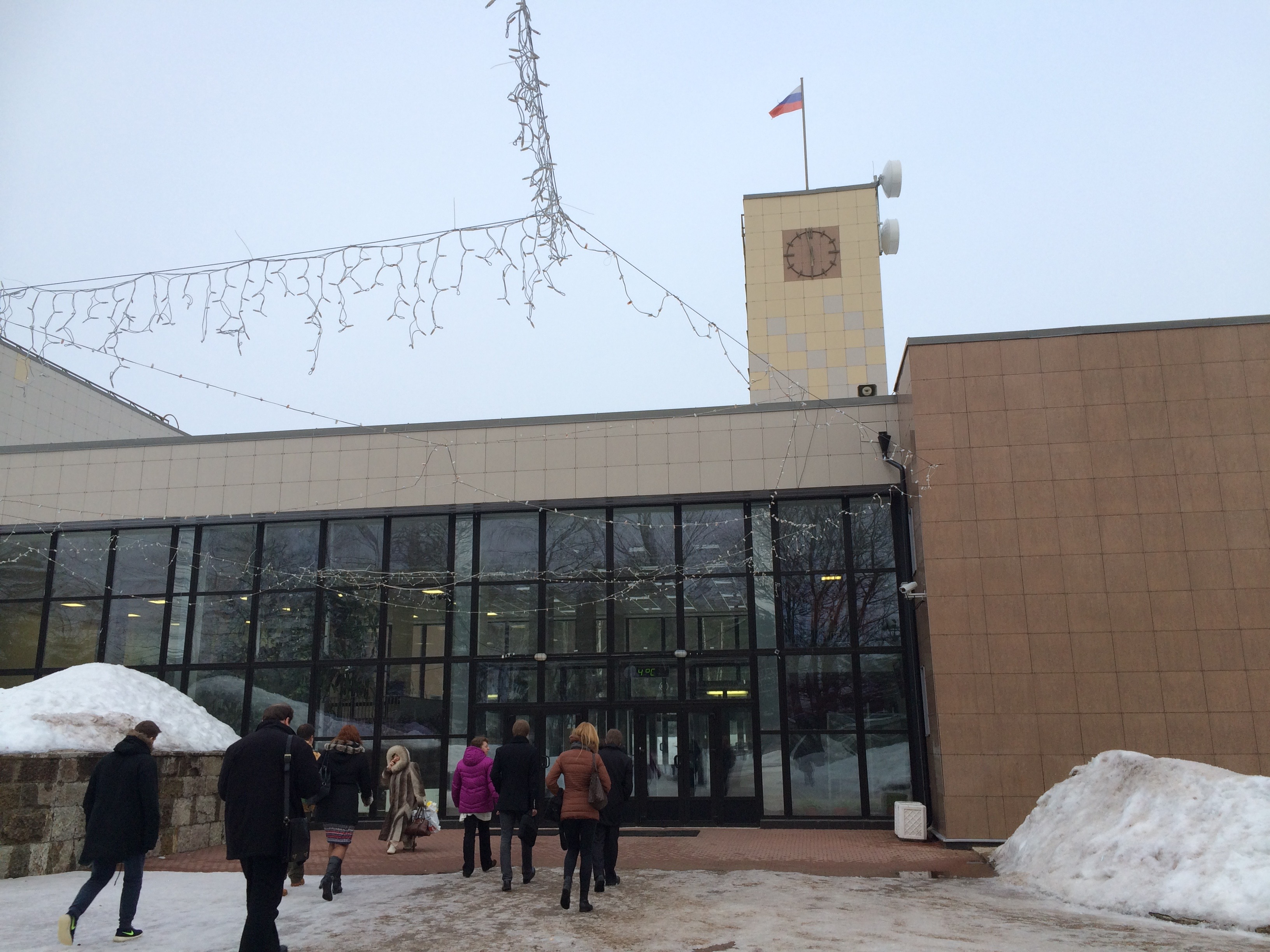
Посёлок Зеркальный

Примо́рское городско́е поселе́ние — муниципальное образование в составе Выборгского района Ленинградской области. Административный центр — город Приморск.

## Географические данные
- Общая площадь: 596,467 км²
- Расположение: юго-западная часть Выборгского района
- Граничит:
  - на востоке — с Полянским сельским поселением
  - на севере — с Советским городским поселением

По территории поселения проходят автомобильные дороги:
- 41А-082 (Зеленогорск — Выборг)
- 41К-089 (Рябово — Поляны)
- 41К-092 (Высокое — Синицино)
- 41К-094 (Глебычево — Прибылово)
- 41К-209 (Черничное — Пионерское)
- 41К-410 (подъезд к пос. Лужки)
- 41К-411 (подъезд к пионерлагерю «Зеркальный»)

Расстояние от административного центра поселения до районного центра — 46 км.
- По территории поселения проходит железная дорога Зеленогорск — Приморск — Выборг

## История
Приморское городское поселение образовано 1 января 2006 года в соответствии с областным законом № 17-оз от 10 марта 2004 года «Об установлении границ и наделении соответствующим статусом муниципальных образований Всеволожский район и Выборгский район и муниципальных образований в их составе». В его состав вошли город Приморск и территории бывших Ермиловской и Краснодолинской волостей.
Законом Ленинградской области от 8 мая 2014 года № 23-оз Приморское городское поселение и Глебычевское сельское поселение объединены во вновь образованное Приморское городское поселение.

## Население
| 2006    | 2007    | 2010    | 2011    | 2012    | 2013    | 2014    |
| ------- | ------- | ------- | ------- | ------- | ------- | ------- |
| 10 000  | ↘9985   | ↗10 486 | ↘10 480 | ↘10 410 | ↘10 313 | ↘10 166 |
| 2015    | 2016    | 2017    | 2018    | 2019    | 2020    | 2021    |
| ↗13 800 | ↗13 866 | ↘13 768 | ↘13 707 | ↘13 570 | ↘13 513 | ↗13 852 |
| 2023    | 2024    | 2025    |         |         |         |         |
| ↘13 644 | ↗13 659 | ↘13 593 |         |         |         |         |

## Состав городского поселения
На территории поселения находится 21 населённый пункт:
| №  | Населённый пункт | Тип населённого пункта        | Население    |
| -- | ---------------- | ----------------------------- | ------------ |
| 1  | Александровка    | деревня                       | ↗59 (2021)   |
| 2  | Балтийское       | посёлок                       | ↗68 (2021)   |
| 3  | Вязы             | посёлок                       | ↗322 (2021)  |
| 4  | Глебычево        | посёлок                       | ↘2599 (2021) |
| 5  | Ермилово         | посёлок                       | ↘926 (2021)  |
| 6  | Заречье          | посёлок                       | ↗39 (2021)   |
| 7  | Зеркальный       | посёлок                       | ↘72 (2021)   |
| 8  | Камышовка        | деревня                       | ↘519 (2021)  |
| 9  | Ключевое         | посёлок                       | ↗264 (2021)  |
| 10 | Красная Долина   | посёлок                       | ↘865 (2021)  |
| 11 | Краснофлотское   | посёлок                       | ↗71 (2021)   |
| 12 | Лужки            | посёлок                       | ↗194 (2021)  |
| 13 | Малышево         | посёлок                       | ↗51 (2021)   |
| 14 | Мамонтовка       | посёлок                       | ↗25 (2021)   |
| 15 | Мысовое          | посёлок                       | ↗43 (2021)   |
| 16 | Озерки           | посёлок                       | ↗321 (2021)  |
| 17 | Пионерское       | посёлок                       | ↗10 (2021)   |
| 18 | Прибылово        | посёлок                       | ↗384 (2021)  |
| 19 | Приморск         | город, административный центр | ↘6271 (2025) |
| 20 | Рябово           | посёлок                       | ↘478 (2021)  |
| 21 | Тарасовское      | деревня                       | ↗5 (2021)    |

28 декабря 2004 года в связи с отсутствием жителей областным законом № 120-оз был упразднён посёлок Красный Остров.

## Экономика

#### Промышленность
- ОАО «Приморский ККП» — крупное коммунальное предприятие, работающее в области распределения электроэнергии, газа, воды.

#### Агропромышленный комплекс
- СПК «Рябовский» — разведение крупного рогатого скота;
- ОАО ПФ «Приморская» — разведение сельскохозяйственной птицы;
- ООО «Север» — разведение кроликов и пушных зверей в условиях фермы;
- ООО «Приморский рыбак» и ООО «Петротрал» — вылов рыбы.

#### Транспортная инфраструктура
На территории муниципального образования предприятия транспорта занимают ведущее место, среди них:
- ЗАО «Морской портовый сервис» (ликвидирована в 2017);
- ЗАО «Сов-фрахт-Приморск»; ООО «Приморский торговый порт»;
- ООО «Балттранссервис»;
- ООО «Специализированный морской нефтеналивной порт Приморск»;
- ООО «СЗЛТ»;
- ООО «СЗЛ плюс».

Осуществляется железнодорожное сообщение: Санкт-Петербург — Зеленогорск — Приморск — Выборг.
На территории муниципального образования услуги по перевозке пассажиров оказывает ООО «Северо-западные линии»:
автобус № 130 Ермилово — Приморск — Глебычево — Советский — Выборг и обратно; автобус № 830 Приморск — Санкт-Петербург
(до ст. метро Парнас) и обратно.
В г. Приморске действует одно таксомоторное предприятие.

#### Социальная инфраструктура
- Дошкольное образование представлено:
  - МДОУ Детский сад «Малышок» поселка Красная Долина,
  - МДОУ Детский сад «Зеленый тополек»,
  - МДОУ Детский сад комбинированного вида «Солнечный зайчик» г. Приморска.
- Сферу общего образования представляют:
  - ГОУ ЛО «Приморская специальная школа-интернат»,
  - МОУ «Краснодолинская средняя общеобразовательная школа», МОУ «Приморская средняя общеобразовательная школа»,
  - МОУ «Ермиловская средняя общеобразовательная школа», МОУ «Камышовская начальная общеобразовательная школа».
- Медицинское обслуживание населения осуществляет МУЗ «Приморская районная больница».
- На территории муниципального образования работают два культурно-досуговых центра: МУК «Единый Культурно-досуговый Центр г. Приморск»; МУК Единый Культурно-досуговый Центр «Красная Долина».

#### Потребительский рынок
- Розничную торговлю представляют:
  - ООО «Северо-западная торговая компания»;
  - ООО «Приморский рынок»;
  - ЗАО «СТС Ритейл»;
  - ООО «Приморск»;
  - ООО «Плюс»;
  - ООО «Шанс»;
  - ООО «Бисер»;
  - ООО «Эллада»;
  - ООО «Ксюша»;
  - ООО «Триэм»;
  - ООО «Надежда»;
  - ООО «Аккала»;
  - ООО «Равица»;
  - ООО «Грант».
- Розничную торговлю и общественное питание:
  - ЗАО «Терра».
- Общественное питание:
  - ООО «Кафе „Вечер“»
  - ООО «Левит».

#### Сфера услуг для населения
- ООО «Приморск» (парикмахерские услуги);
- ООО «Хронос»(ритуальные услуги).

#### Банковская система
- ОАО «Выборг-банк» г. Выборг филиал в г. Приморске;
- Отделение Сбербанка № 6637/1038 в г. Приморске;
- Отделение Сбербанка № 6637/1040 в пос. Красная Долина.

#### Гостиничное хозяйство
- Гостиничный комплекс:
  - ООО «Беркут»;
  - ООО «Энергия».
- Базы отдыха:
  - База отдыха «Манола» ФГУП «Адмиралтейские верфи» (лето — 220 мест, зима — 110 мест);
  - База отдыха ОАО «Арсенал» (800 мест);
  - База отдыха Канонерского судостроительного завода (95 мест); База отдыха «Сирена» ГУЗ Санитарного транспорта (25 мест);
  - База отдыха ОАО «Метрострой» (20 мест);
  - База отдыха «Малахит» ФГУП «СПМБМ» «Малахит» (15 мест).

#### Средства массовой информации
Телевидение представляет ООО «Успех».

#### Инвестиционные проекты, реализуемые на территории МО в 2006—2009 годах
14 мая 2008 г. состоялось открытие морского терминала по перегрузке светлых нефтепродуктов в порту Приморск, который входит в состав первого пускового комплекса проекта «Север». На строительство морского терминала по перегрузке светлых нефтепродуктов в порту г. Приморска затрачено более 8 млрд рублей. «Север» включает в себя магистральный нефтепродуктопровод (МНПП) «Кстово (Второво) — Ярославль — Кириши — Приморск» протяженностью 1056 км. Целью проекта «Север» является создание трубопроводной системы для экспорта светлых нефтепродуктов в основном в страны Западной и Северной Европы. Реализация проекта позволяет снизить зависимость российского экспорта светлых нефтепродуктов от сопредельных государств и способствует укреплению энергетической безопасности и экономики России.
В планах Выборгского судостроительного завода — строительство новой верфи (с сухим доком) в районе г. Приморск. Разработка проекта велась немецкой компанией «IMG».  Верфь будет специализироваться на строительстве судов специального назначения для нефтегазодобывающей промышленности водоизмещением до 200 тыс. тонн.
Верфь, на которой будет задействовано 1500—2500 работников, требует создания социально-культурной инфраструктуры. Поэтому проектом предусмотрено строительство 13 жилых домов, школы, детского сада, медико-санитарной части, многофункционального культурно-досугового комплекса. Для функционирования верфи необходимы прокладка железной дороги и строительство линии электропередачи и газовой котельной. Водоснабжение объекта планируется осуществлять от артезианских скважин, которые будут обеспечивать водоснабжение социальной зоны, промышленной зоны судостроительного комплекса и частично — города Приморска.

#### Развитие социальной инфраструктуры
В городе построены новые многоквартирные дома, предназначенные для проживания работников нефтеналивного порта «Приморск», а также возводится новый дом для жителей муниципального образования. Постоянно обновляются и ремонтируются медицинские и социальные учреждения, жилищный фонд. В ноябре 2007 года после реконструкции, проведенной в рамках программы модернизации коммунальной структуры и обошедшейся суммарно местному, областному и федеральному бюджету в 103 миллиона рублей, состоялось открытие очистных сооружений города Приморска.
Также в 2007 году был выполнен ремонт помещения Приморской городской библиотеки на сумму 720 тысяч рублей.
В сентябре 2008 года был закончен капитальный ремонт в детском саду «Солнечный зайчик».
В рамках инвестиционной программы газификации регионов Российской Федерации в 2008 году ведется строительство распределительного газопровода в пос. Озерки.
На частные пожертвования в 2009 году завершён ремонт бывшей кирхи, в здании которой находятся местный краеведческий музей и Дом культуры.
В марте 2009 года открылся после ремонта спортивный зал в посёлке Ермилово, шефскую помощь в ремонте и приобретении спортивного инвентаря оказал ООО «Приморский торговый порт».

## Достопримечательности
- Кирха Святой Марии Магдалены
- Финский залив
- Берёзовые острова
- Каменный пирс
- «Стакан» (Причал атомного ледокола «Ленин»)
- Памятник «Парус и Крест»
- Маяк Стирсудден
- Памятник Тааветти Инкинену
- Вертолёт-памятник МИ-8
- Укрепузел Инкиля линии Маннергейма
- «Могила Микаэля Агриколы»[23]